# ریویرا (تگزاس)
ریویرا، تگزاس(به انگلیسی: Riviera, Texas) شهری در ایالت تگزاس از ایالات جنوبی ایالات متحده آمریکا است. در سرشماری سال ۲۰۰۰، جمعیت این شهر ۱،۹۵۴ نفر اعلام شد.